# ساغيادا
ساييادا (Σαγιάδα) هي قرية في ثيسبروتيا في مقاطعة كينتريكي إلادا في اليونان.